# رابرت نیدرکیرشنر
رابرت نیدرکیرشنر (انگلیسی: Robert Niederkirchner; ۶ ژوئن ۱۹۲۴ – ۲۰۰۴ (۷۹−۸۰ سال)) بازیکن فوتبال اهل آلمان بود.
وی همچنین در تیم‌های ملی فوتبال زارلند و زارلند بی بازی کرده‌است.